# Carsten Leth Schmidt
Carsten Leth Schmidt (nascido a 3 de dezembro de 1968 em Haderslev) é um político dinamarquês. Ele é o líder do Partido Schleswig desde 2012 e faz parte do conselho municipal do município de Haderslev desde 2017. Ele é fazendeiro e mora em Sønderballe, no município de Haderslev.

## Carreira política
Schmidt concorreu pela primeira vez nas eleições locais dinamarquesas de 2005, mas só foi eleito pela primeira vez nas eleições de 2017, onde entrou para o conselho municipal do município de Haderslev.